# Herbert Ender (SA-Mitglied)
Herbert Ender (* 20. August 1903 in Liegnitz; † 1. Juli 1934 in Schweidnitz) (irrtümlich in Teilen der Literatur auch als Enders und Ender-Schulen identifiziert) war ein deutscher SA-Führer. Ender wurde vor allem bekannt als eines der Opfer des sogenannten Röhm-Putsches. Er ist nicht zu verwechseln mit dem NSDAP-Politiker Herbert Ender (1901–1969).

## Leben und Tätigkeit
Ender, der von Beruf Redakteur war, trat zum 1. März 1933 der NSDAP bei (Mitgliedsnummer 1.547.899). Als Mitglied der SA war er 1934 Leiter der Motorsportschule in Kroischwitz im Rang eines SA-Obersturmführers.

### Der Mord an Herbert Ender
Im Zuge der Röhm-Affäre wurde Ender am 1. Juli 1934 verhaftet. Hintergrund der Verhaftung war vermutlich ein Besuch des SA-Obergruppenführers Edmund Heines, des obersten Befehlshabers der SA in Schlesien, in Enders Motorsportschule wenige Tage vor der Aktion vom 30. Juni, der bei den lokalen SS-Führern den Verdacht hatte aufkommen lassen, dass Ender in den vermeintlich von einer Gruppe von SA-Führern um den Stabschef der SA Ernst Röhm, zu der man auch Heines rechnete, geplanten Putsch involviert sei. Gesichert ist jedenfalls, dass der Führer der SS-Standarte 43 in Frankenstein, Josef Makosch, am Nachmittag des 30. Juni vom SS-Abschnitt VI – wahrscheinlich durch den dortigen Stabsführer von Pfeil – den Befehl erhielt, Ender zu erschießen. 
Makosch ließ Ender zunächst durch den SS-Oberscharführer Moschner, Führer der SS-Motorstaffel Schweidnitz, in Kroischwitz abholen und in die Reichswehrkaserne nach Schweidnitz bringen, wo Teile der 43. SS-Standarte an diesem Tag zusammengezogen waren. Nach einer kurzen Vernehmung von Ender durch Makosch fuhren Makosch, Moschner und Ender zum Neumühlwerk außerhalb der Stadt. Dort erschoss Makosch Ender mit seiner Dienstpistole mit der Eröffnung: „Du bist ein Verräter und musst sterben!“ Anschließend gab Moschner auf Befehl Makoschs dem bereits am Boden liegenden Ender noch einen Fangschuss ab. Einem Bericht der SOPADE zufolge wurde Enders Leiche vor Schweidnitz auf die Straße geworfen, um einen Unfall oder ein Verbrechen vorzutäuschen.
Im Ausland wurde Enders Erschießung durch das in Paris erschienene kommunistische Weissbuch über die Erschießungen vom 30. Juni 1934 bekannt. Dies meldete allerdings irrtümlich, dass er in der SA-Kaserne in der Sternstraße erschossen worden sei.
Eine noch im Juli 1934 aufgenommene Untersuchung der Tat durch die Breslauer Mordkommission wurde auf Anweisung der Gestapo abgebrochen. Die beiden Kinder des zum Zeitpunkt seiner Ermordung bereits verwitweten Ender, der Sohn Johannes (* 23. Juli 1927) und die Tochter Irene (* 14. März 1929), wurden in die Obhut ihres Großvaters Appoius Strzoda gegeben und erhielten zunächst aus Mitteln der SS, später aus Mitteln des Reichsinnenministeriums „aus Gründen der Billigkeit“ eine Hinterbliebenenrente in Höhe von je 80 RM monatlich zugestanden.
In der Literatur zum Röhm-Putsch figuriert Ender häufig unter dem Namen Ender-Schule/Ender-Schulen. Grund hiefür ist, dass sein Name bei der Übermittlung der Daten der in Schlesien getöteten Personen von den SS-Stellen in Breslau als „Ender Schulen“ an das Geheime Staatspolizeiamt in Berlin, wo auf Befehl Adolf Hitlers eine Liste aller vom 30. Juni bis 2. Juli getöteten Personen zusammengestellt werden sollte, weitergegeben wurde. Auch in der nach 1945 veröffentlichten Fachliteratur, insbesondere in Opferlisten der Mordaktion in der Sekundärliteratur (so in den Büchern zur Röhm-Affäre von Heinrich Bennecke und Heinz Höhne), taucht Ender vielfach unter dem Namen Ender-Schulen auf. Dass mit dem Namen „Ender-Schulen“ auf der offiziellen Todesliste Ender gemeint gewesen war, ergibt sich aus einer Aussage des ehemaligen SD-Chefs für den Bereich Schlesien Ernst Müller-Altenau aus dem Jahr 1957 vor dem Schwurgericht in Osnabrück. Er erklärte damals, dass die Gestapo nachträglich mit dem Namen „Ender Schulen“ in den aus Breslau übermittelten Todesmeldungen nichts habe anfangen können. Nach Rückfrage sei von Breslau aus klargestellt worden, dass es sich um Ender als Führer der Motorsportschule handle.

## Juristische Aufarbeitung
In den 1950er Jahren war der Mordfall Ender Gegenstand zweier vielbeachteter Strafverfahren: Im Jahr 1954 wurden Makosch und Moschner wegen der Tat vor dem Schwurgericht beim Landgericht Hannover angeklagt. Das Verfahren endete mit der Verurteilung von Makosch wegen Totschlags und Moschners wegen Beihilfe zum Totschlag zu Gefängnisstrafen von eineinhalb Jahren beziehungsweise neun Monaten (Aktenzeichen: 2 Ks 1/53).
Die Tötung Enders bildete auch einen Anklagepunkt des umfangreichen Strafverfahrens gegen den ehemaligen SS-Oberabschnittsführer für den Raum Schlesien Udo von Woyrsch und den für Breslau und Umgebung zuständigen SD-Führer Ernst Müller-Altenau, die vom 30. Juni bis 2. Juli 1934 von Reinhard Heydrich und Heinrich Himmler mit der Gesamtleitung der an diesen Tagen in Schlesien durchgeführten Verhaftungs- und Liquidierungsaktionen beauftragt waren, vor dem Schwurgericht beim Landgericht Osnabrück im Jahr 1957. Da eine Auftragserteilung oder Mitwisserschaft der beiden in diesem Fall nicht nachgewiesen werden konnte, wurden beide einer Verantwortung für den Tod Enders freigesprochen, wiewohl Woyrsch aufgrund anderer an diesen Tagen nachweislich auf seinen Befehl hin vorgenommener Erschießungen dennoch zu einer längeren Haftstrafe verurteilt wurde.